# Dobbのロック塾
Dobbのロック塾（ドブのロックじゅく）は、CROSS FMで放送されていたラジオ番組。放送期間は2001年8月10日〜2007年3月31日。(JST、以下同)

## 概要
- 2001年8月10日の放送から月1回の企画として、5:00〜6:00の「CROSS RISING 500」、6:00〜7:00の「CROSS RISING 600」の時間帯に放送した特別番組「CROSS RISING SPECIAL〜Dobbのロック塾」が好評であったため、2001年11月2日より通常番組として昇格したものである。
- その後、放送時間を変えながらも約6年近くに亘り、過去の曲から福岡県下、特に北九州市近郊の今の音楽シーンを紹介した。
- 「1971年、ラジオはオレ達の主役だった。オレたちの心は…踊った。」がこの番組のキャッチフレーズだった。
- 2007年4月1日からは、後継番組「Do!! Rock」が放送されている。

## 放送時間
- 2001年8月10日・9月7日：5:00〜7:00 - 「CROSS RISING SPECIAL〜Dobbのロック塾」として放送。
- 2001年10月12日：5:00〜6:00 - 「CROSS RISING 500」の特別企画として放送。
- 2001年11月2日〜2002年9月27日：毎週金曜日 5:00〜6:00 - 「CROSS RISING 500」の金曜版としてレギュラー化。
- 2002年10月4日〜2002年10月25日：毎週金曜日 5:00〜6:00 - 「CROSS RISING 500」終了により、通常番組として独立。
- 2002年11月1日〜2006年3月31日：毎週金曜日 25:00〜26:00 - 2003年4月4日から一時期、北九州本社スタジオから生放送された。
- 2006年4月1日〜2007年3月31日：毎週土曜日 23:00〜24:00 - この1年間は北九州本社第1スタジオから生放送された。

番組改編の関係で2006年3月31日、4月1日は連日放送となった。
その他、2005年1月1日 の2:00〜5:00には新春特別番組「Dobbのロック塾 新春スペシャル」を放送した。

## ナビゲーター
- Dobb

北九州市で知る人ぞ知る伝説のバンド「NEW DOBB」を結成するなど、数々の音楽活動をこなしている。「九州ロックの番人」との呼び名もある。同局では他にも「北九州ミュージックプロムナード」、「J-SIDE」も担当していた。
- 中嶋ひろ志

北九州市八幡西区にて中古CDショップ「Fan Fan」を営む。また同局の番組「CROSS RADIO 10」内のコーナー「Fan Fan 今日の1曲」では選曲も担当していた。
- 伊東英美（2001年11月2日〜2003年9月26日）

同局では「FREESTYLE CAFE」でナビゲーターデビュー、2001年11月の通常番組編成になってからのアシスタントを務めた。
- 鶴田弥生（2003年10月3日〜2006年3月31日）

同局では番組ADを担当していたがこの番組でナビゲーターデビュー。半年後には「CROSS SUNDAY VIEWS」の担当も務めるようになった。また同局では「HELLO RADIO」「CROSS SUNDAY SUBJECT」を担当。
- 浅山さとみ（2006年4月1日〜2007年3月31日）

同局ではこの番組でナビゲーターデビュー。現在はこの番組の後継番組「Do!! Rock」を担当している。